# 襦袢

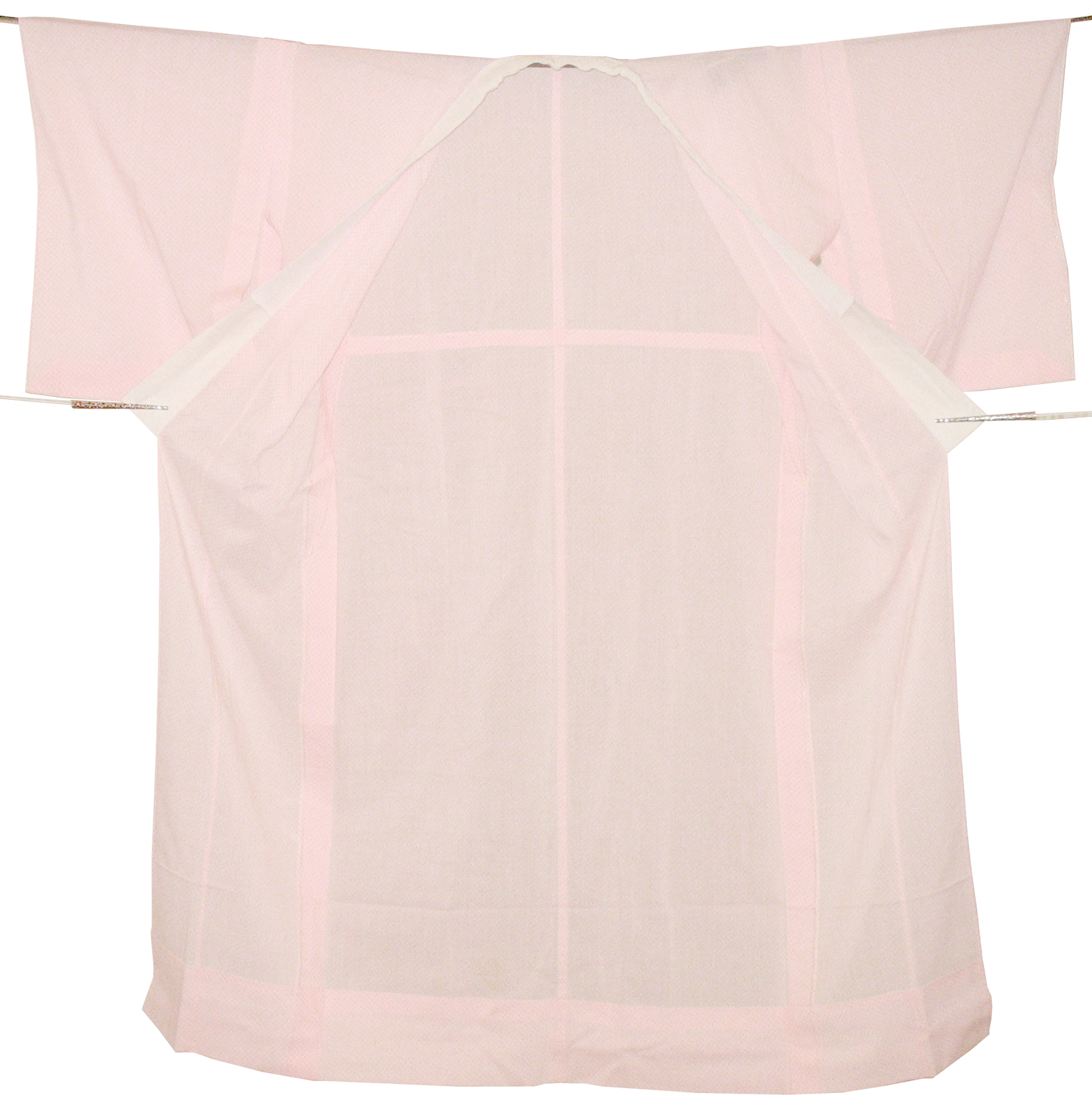
女性用の長襦袢

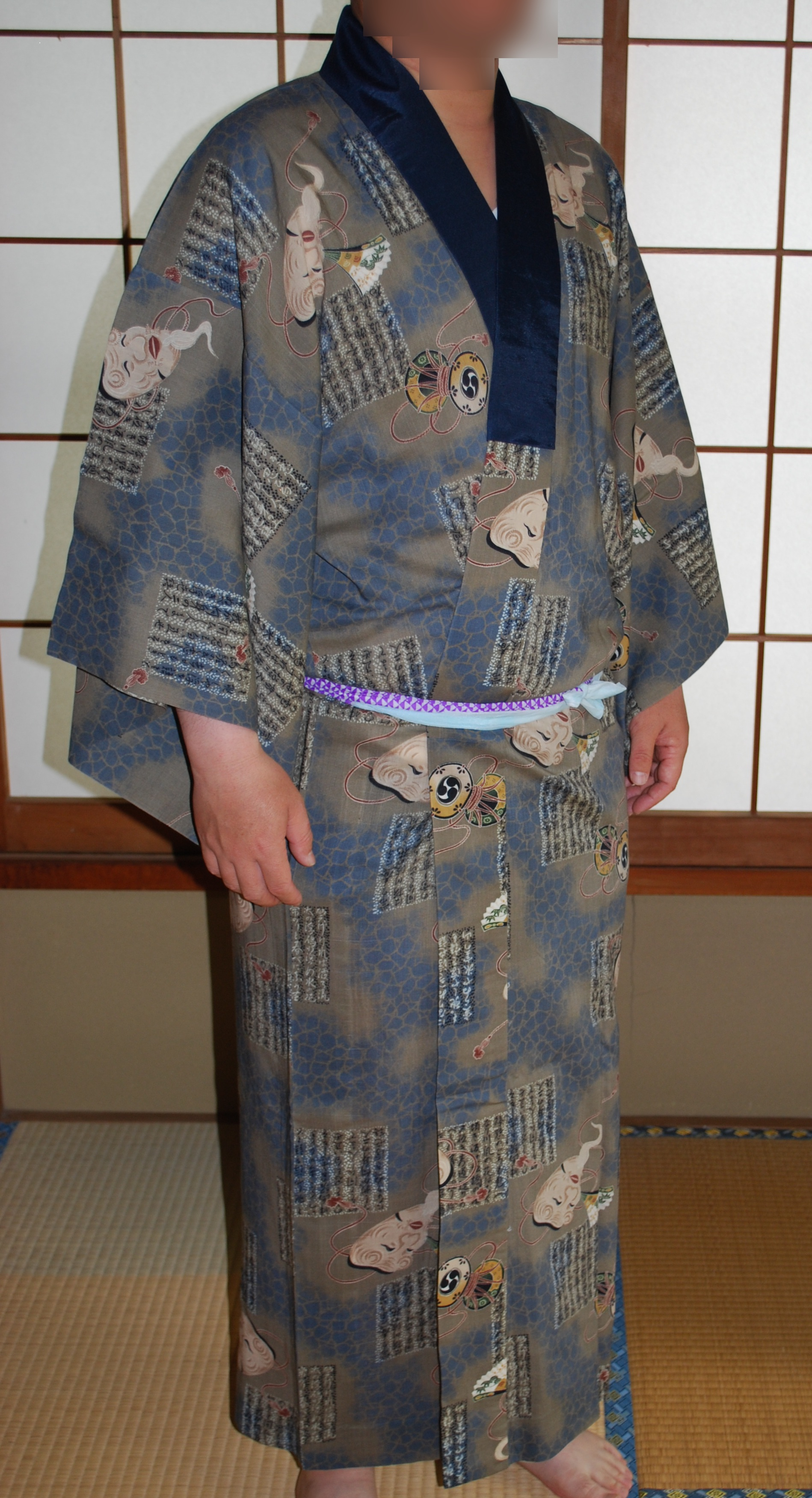
男性用の長襦袢の例

襦袢（じゅばん、じゅはん、ジバン）は、和服用の下着の一つ。

## 概要
「襦袢」はポルトガル語の「ジバゥン(gibão)」を音写した語で、古いイタリア語の「gibbone（首から腰までを覆うのに用いられた衣類）」に由来する。16世紀に南蛮貿易により日本にもたらされて普及した。漢字は当て字である。元来は丈の短い半襦袢が使われていた。のちに絹製の長襦袢ができた。
襦袢をもし「下着」に分類するならば、見せる着方が正式な着装法とみなされている点において、世界の民族衣装の下着の中で例外的な存在である。

## 種類

### 肌襦袢
長襦袢や半襦袢の下に着用する肌着。肌に直接触れるものであるため、晒（さらし）などの綿生地で仕立てられるほか、ガーゼやちりめんで出来たものもある。筒袖で衿が細いのが一般的。衿の色は、礼服用の場合は男女とも白。そのほかの場合は、男性は黒・紺・灰色・茶色など、女性は赤や薄紅色などが多い。女性用の肌襦袢には、昭和30年代頃からは袖口がレースのものも出てきている。
肌襦袢の男女の違い
- 男性用
  - 袖に身八つ口がない。
  - 襟の開きは狭い。

- 女性用
  - 袖に身八つ口がある。
  - 襟の開きは広い。

作務衣に用いる肌襦袢もある。

### 長襦袢

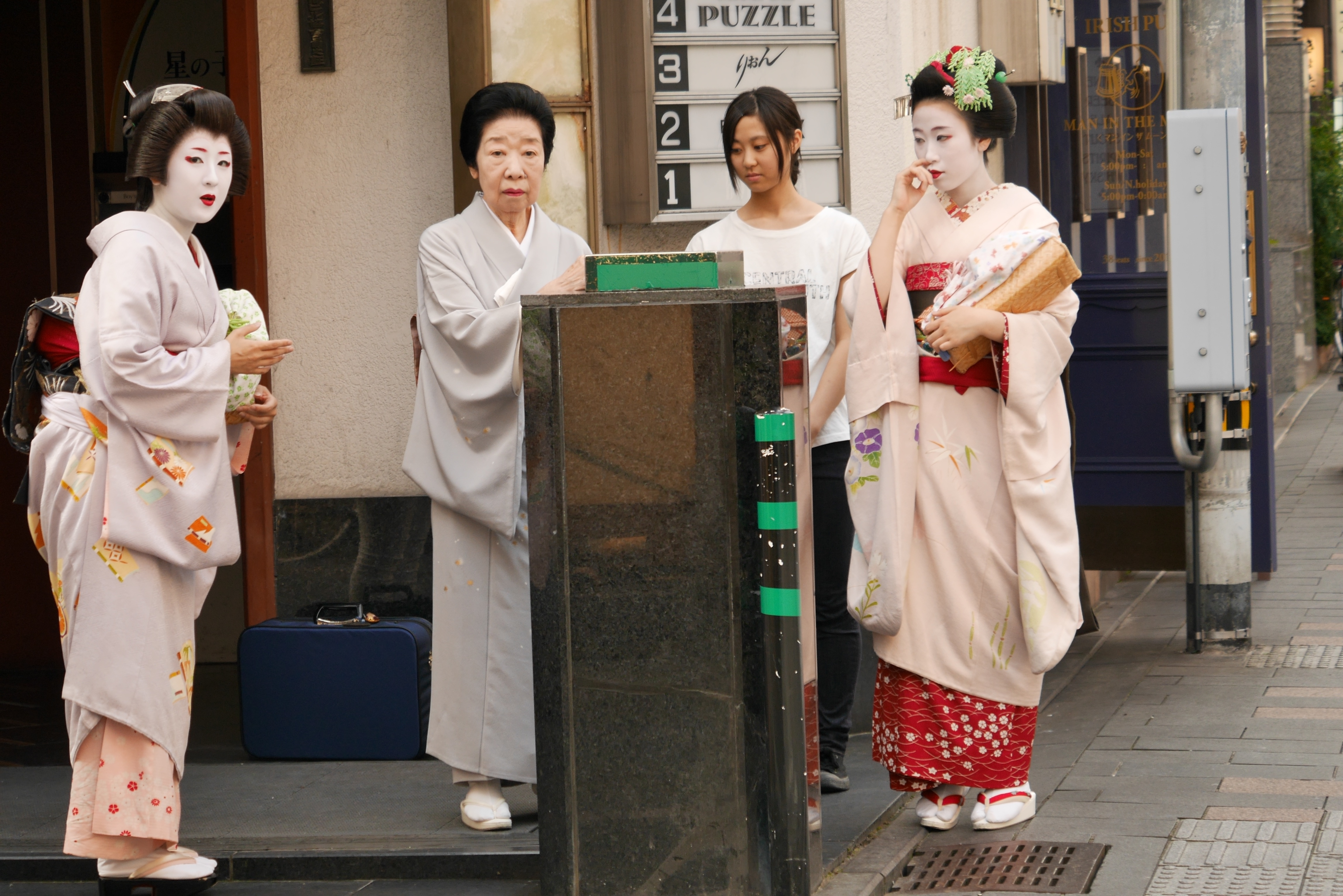
左の芸妓と右の舞妓は裾引きの長着をおはしょりしており、長着の裾の下から長襦袢が見える

肌襦袢と長着（着物）の間に着る襦袢。形状は長着に似ている。衽(おくみ)のような竪衿がついた関西仕立てと、通し衿の関東仕立てとがある。

素材は主に木綿やモスリン、ウール、絹。織物の種類としては羽二重、正絹、縮緬が、夏には麻、織物は絽が用いられる。
着丈で仕立てられている対丈（ついたけ）のものと、長着と同様におはしょりが出来るように仕立てられているものがある。

着用の際には、前もって衿ぐり部分に長着や全体のコーディネイトと調和する色柄の半衿を縫い付けておく。

単や袷（あわせ）のほかに、袷の胴裏を省いた胴抜（どうぬき）仕立てがある。現在、主に着用されるのは、対丈・胴抜仕立て・無双（むそう）袖（一枚の布で表と裏を作る）のもの。
現在はこの長襦袢が一般的に使われるが、江戸時代前期ごろまでは半襦袢（後述）が正式な襦袢と考えられていた。もともと長襦袢は遊女の考案によるもので、遊廓で部屋着に近い使い方をしていたものである。富裕な商人も使用したが、公家や武家で着用されることはなかった。柄のあるものが多いが、無地のものも存在する。
- 振袖長襦袢

振袖用の長襦袢。他の襦袢とは違い、袂（たもと）に長さと丸みがあるのが特徴。

### 半襦袢

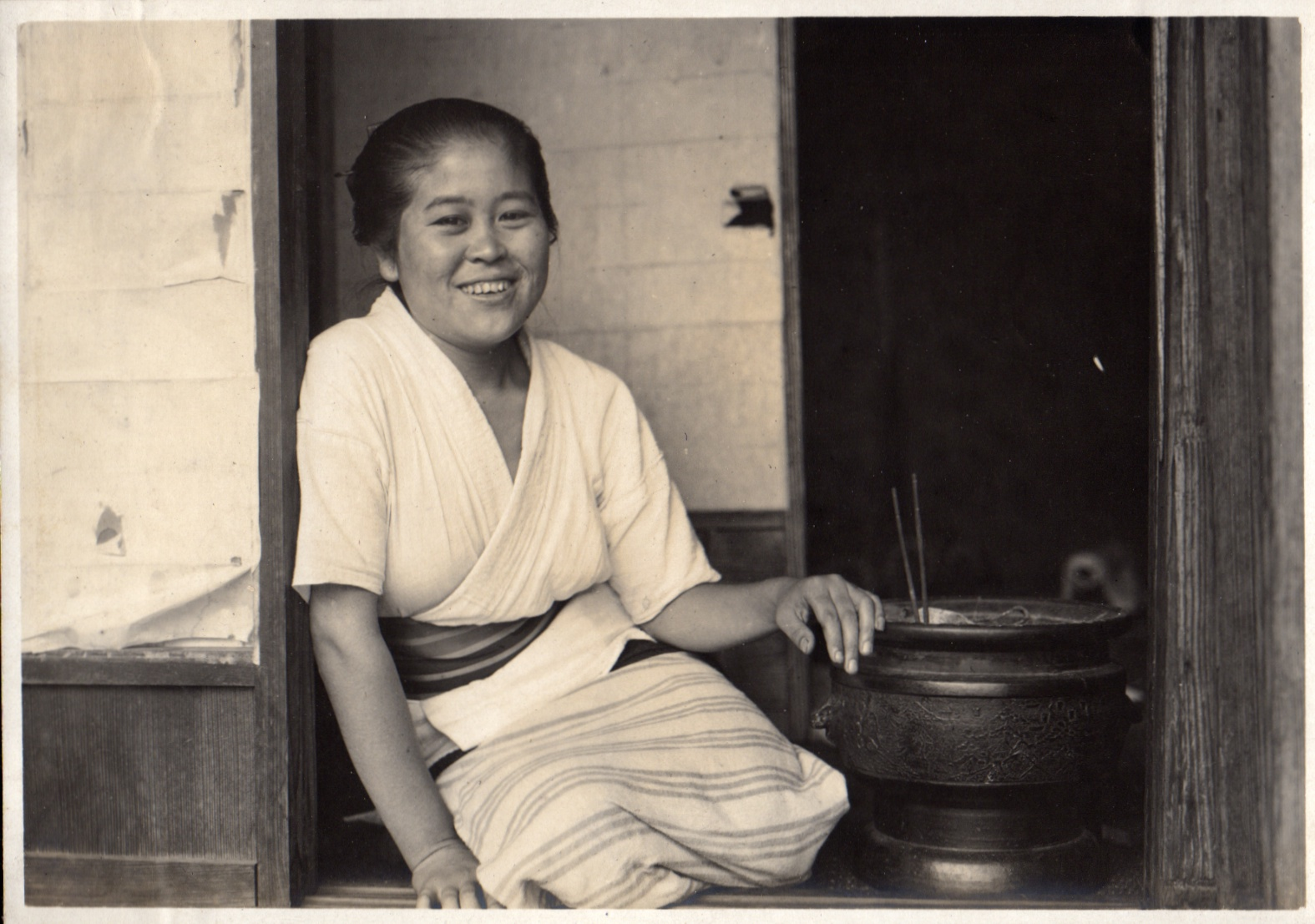
1915年、夏の普段着姿の女性。半襦袢と腰巻（裾除け）に帯を締めている。

長襦袢よりも着丈が短い襦袢。胴部分が晒やフランネルでできているため、洗濯がしやすくなっている。通常、肌襦袢と長襦袢を着用するが、長襦袢の衿になっている半襦袢一枚を代用として、裾除けまたはステテコと共に着用する。同じ生地の裾除けとセットで作られた二部式襦袢様のものは、長襦袢の代用品と言う意味で「うそつき襦袢」と呼ぶことがある。袖は柄の付いた色布や絽やモスリンで出来た素材違いが多いが、共布や無地も存在する。またレース袖のものも存在する。長襦袢と同じく襟には半衿を縫いつけ色を変えることも出来る。
紐が2本のものと4本のものがある。2本は細身に着こなし、4本はゆったり目に着ることが出来る。
江戸時代前期は長襦袢ではなくこちらが正式な襦袢と考えられていて、初期の半襦袢は袖の無い白地のもので腰巻と一揃で使われていた。